# Poche de stomie
Pour les articles homonymes, voir Poche.
Un système de poche de stomie  est un dispositif médical prothétique qui fournit un moyen pour la collecte des déchets d'un système biologique détourné chirurgicalement (côlon, iléon, vessie) et la création d'une stomie. Les systèmes de poche sont le plus souvent associés aux colostomies, iléostomies et urostomies.
Les systèmes de poche consistent généralement en une poche de collecte, une barrière sur la peau, et se connectent à la stomie elle-même, qui est la partie du corps qui a été détournée vers la peau. Le système peut être un système monobloc composé uniquement d'un sac ou, dans certains cas, impliquer un dispositif placé sur la peau avec une poche de collecte qui est fixée mécaniquement ou avec un adhésif dans un joint hermétique, connu sous le nom de système en deux pièces. Le système utilisé varie selon les individus et est souvent basé sur la raison médicale, les préférences personnelles et le mode de vie.

## Usages
Les systèmes de poche de stomie collectent les déchets qui sortent d'une stomie. Le système de poche permet à la stomie de s'écouler dans une poche de collecte scellée, tout en protégeant la peau environnante de la contamination. Ils sont utilisés pour maintenir l'indépendance, afin qu'un porteur puisse continuer à mener une vie active qui peut inclure toutes les formes de sports et de loisirs[réf. nécessaire].

## Barrières de surface

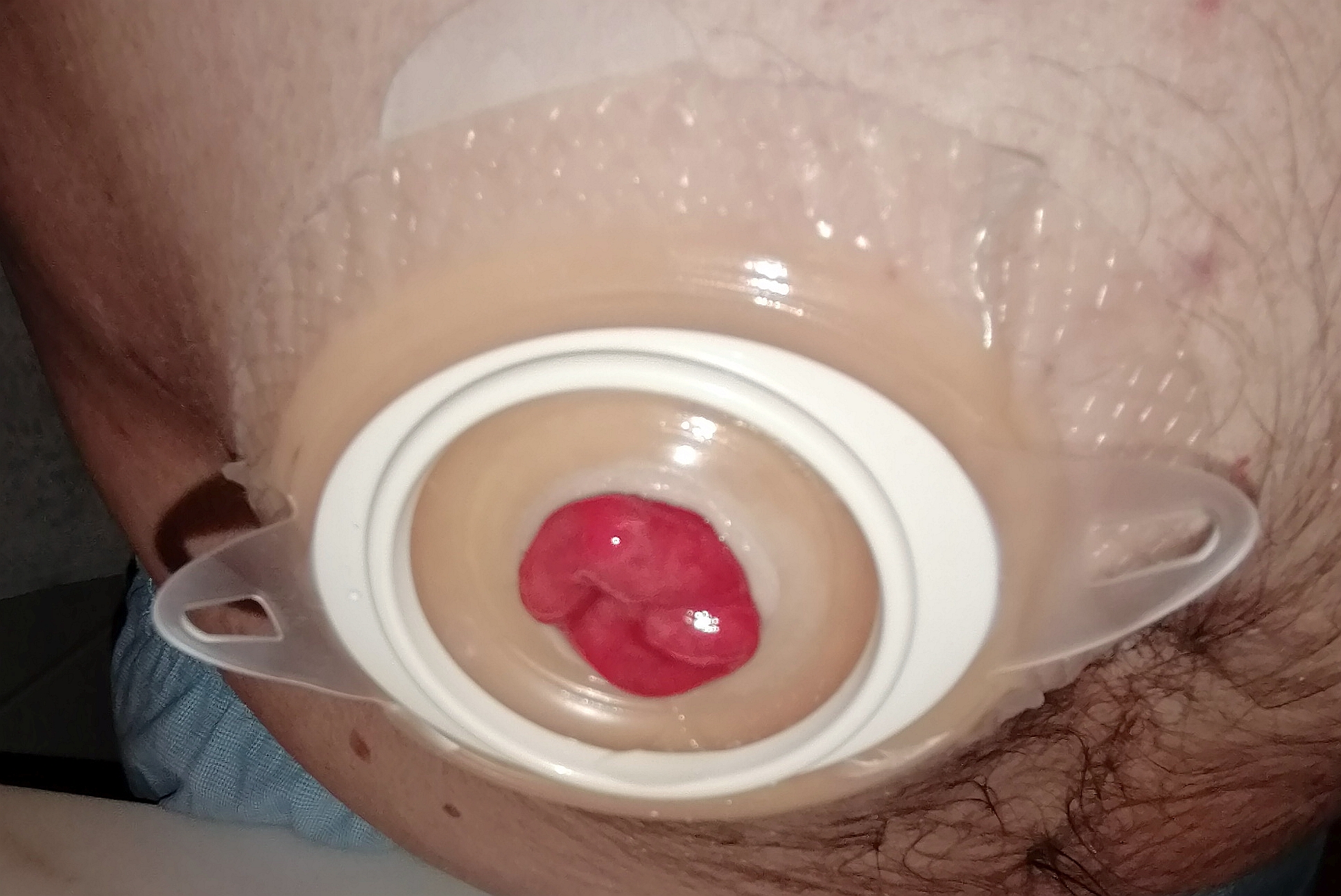
Urostome et plaquette/plaque de base.

Les barrières de stomie reposent sur la peau et séparent la poche de stomie du conduit interne. Ils ne sont pas toujours présents. Ces barrières, également appelées brides, plaquettes ou plaques de base, sont fabriquées à l'aide de pectine ou d'un matériau organique similaire et sont disponibles dans une grande variété de tailles pour s'adapter à l'anatomie particulière d'une personne. L'ouverture interne doit être de la bonne taille pour accueillir la stomie de l'individu tout en protégeant la peau du contact avec les déchets. Les méthodes de dimensionnement de cette ouverture varient selon le type de wafer/embase ; certaines tailles prédécoupées sont disponibles, certains utilisateurs personnalisent l'ouverture à l'aide de ciseaux. Les fabricants ont récemment introduit des plaquettes moulables qui peuvent être façonnées à la main sans avoir besoin de ciseaux.
L'adhérence de la peau pour les plaquettes/plaques de base/flasques modernes est optimisée sur les cinq paramètres requis dans un adhésif : absorption, tack et adhérence, souplesse, résistance à l'érosion, et facilité de retrait. De plus, les barrières avec bordure adhésive peuvent fournir une sécurité supplémentaire pour que le système reste en place. L'utilisation d'un vaporisateur de film barrière avant d'appliquer une nouvelle collerette améliorera l'adhérence, apaisera la peau irritée et protégera la peau des irritations.
Une barrière peut durer entre un et plusieurs jours avant de devoir être remplacée ; cela dépend fortement du mode de vie, du type de stomie et de l'anatomie de l'individu.

## Pochettes

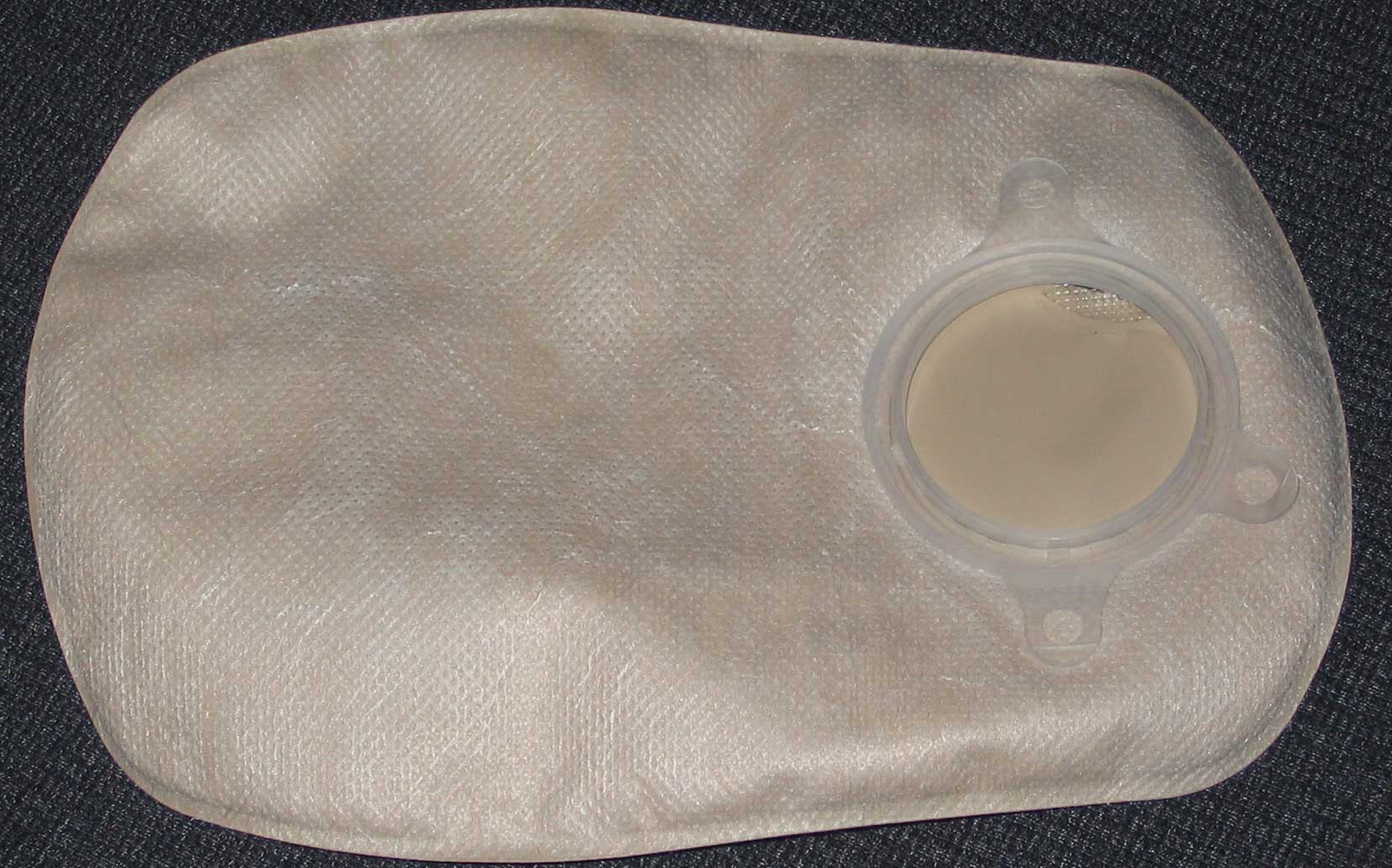
Poche de stomie typique, dans ce cas une extrémité fermée ou « jetable ». Notez l'anneau de bride, qui utilise un joint de type Tupperware.

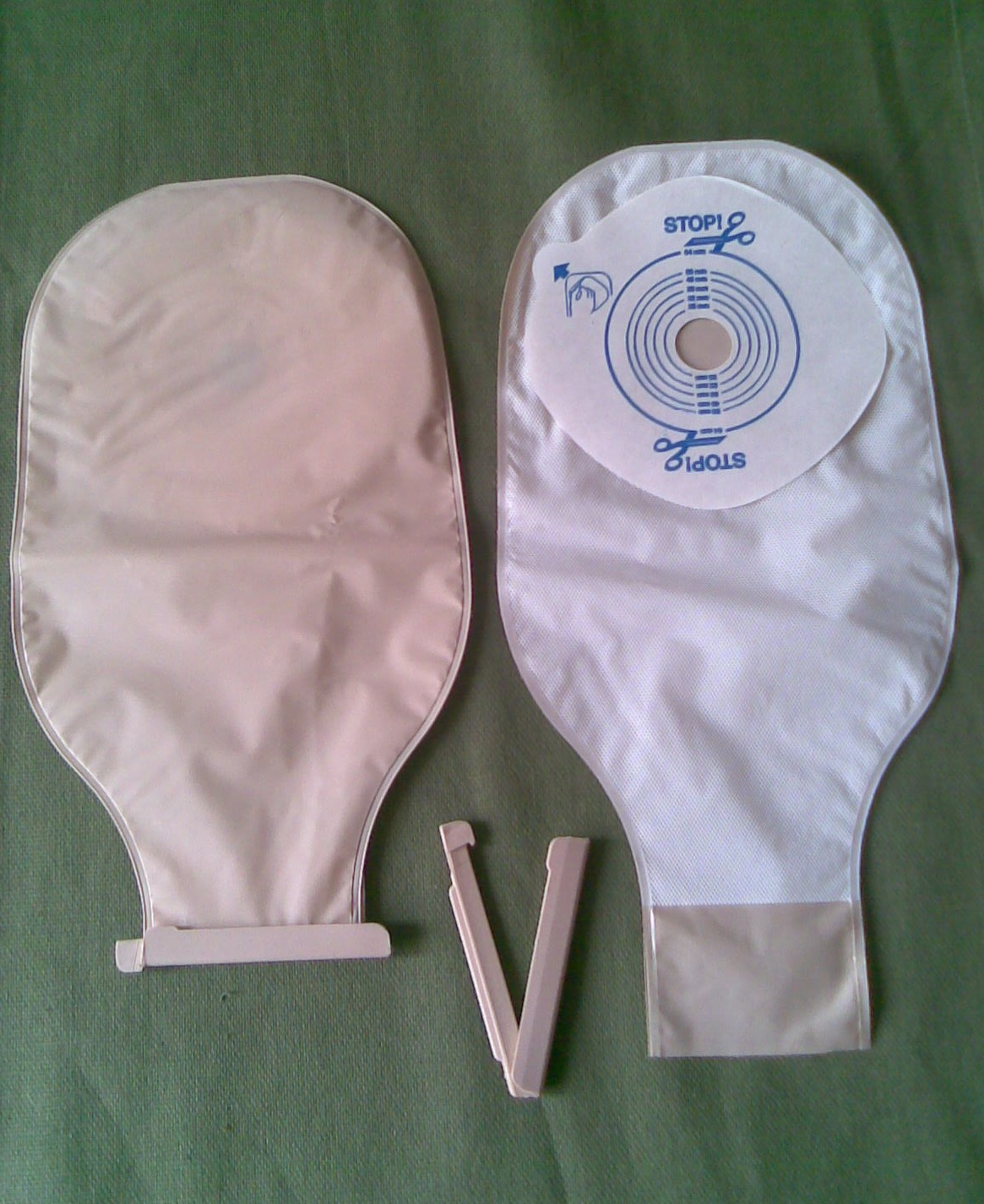
Sacs en une seule pièce (ouverts).

La méthode de fixation à la barrière varie d'un fabricant à l'autre et comprend des fixations permanentes (en une seule pièce), à pression/clic (type « Tupperware »), des bagues de verrouillage rotatives et des supports adhésifs « collants ». L'agencement en deux parties permet d'échanger les sachets sans retirer la plaquette ; par exemple, certaines personnes préfèrent passer temporairement à une « mini-poche » pour la natation, les activités intimes et autres activités de courte durée. Les mini-poches ne conviennent qu'à un usage minimal.
Les sachets peuvent être divisés en deux types de base : à extrémité ouverte (vidable) et à extrémité fermée (jetable).
- Les sachets à bout ouvert ont une extrémité refermable qui peut être ouverte pour vider le contenu du sachet dans les toilettes. L'extrémité est scellée avec une fermeture de type Velcro ou un simple clip.
- Les sachets fermés peuvent être retirés et remplacés par un nouveau sachet une fois le sac plein ou le sachet peut être vidé et rincé. La bride ou la plaquette n'a pas besoin d'être remplacée.

L'utilisation de sachets à bout ouvert ou à bout fermé dépend de la fréquence à laquelle un individu doit vider le contenu, ainsi que de l'économie.
Du gaz est créé lors de la digestion, et une poche hermétique va le collecter et le gonfler. Pour éviter cela, certaines pochettes sont disponibles avec des évents spéciaux filtrés au charbon de bois qui permettront au gaz de s'échapper et d'empêcher le ballonnement la nuit. Certaines odeurs peuvent être expulsées à travers le filtre à charbon, surtout si suffisamment de déodorant n'est pas utilisé dans la poche.
Les housses de pochette sont utiles pour dissimuler la pochette en plastique lorsqu'elle est exposée lors de l'atteinte ou d'une autre activité physique. Ceux-ci sont généralement en tissu et peuvent être décoratifs ou unis pour se fondre dans les vêtements. Diverses tailles de stock de sources pour la plupart des pochettes des fabricants. Il existe des ceintures de poche élastiques flexibles disponibles pour les activités physiques extrêmes, mais certaines d'entre elles nécessitent que la poche soit portée sur le côté afin qu'elle ne se remplisse pas correctement et que l'ajustement serré provoque la formation de crêpes sur l'effluent.

## Soins courants
Les personnes ayant subi une colostomie doivent porter un système de poche de stomie pour recueillir les déchets intestinaux. Normalement, la poche doit être vidée ou changée plusieurs fois par jour selon la fréquence d'activité ; en général, plus la stomie est éloignée de l'anus (c'est-à-dire plus « en haut » du tractus intestinal), plus le débit est important et plus le besoin de vider ou de changer la poche est fréquent.
Les personnes atteintes de colostomie qui ont des stomies du côlon sigmoïde ou du côlon descendant peuvent avoir la possibilité d'irriguer, ce qui permet à la personne de ne pas porter de poche, mais plutôt juste un bonnet de gaze sur la stomie, et de programmer l'irrigation à des moments qui conviennent. Pour irriguer, un cathéter est placé à l'intérieur de la stomie et rincé à l'eau, ce qui permet aux matières fécales de sortir du corps dans un manchon d'irrigation. La plupart des colostomés irriguent une fois par jour ou tous les deux jours, bien que cela dépende de la personne, de son apport alimentaire et de sa santé.

## Impacts
Les systèmes de stomie prennent souvent un certain temps pour qu'une personne s'y adapte, ce qui nécessite notamment du temps pour apprendre à les utiliser et à changer la poche, ainsi qu'à s'adapter psychologiquement. Le temps d'adaptation peut durer plus d'un an.
En raison de l'embarras ou de la stigmatisation associés à un système de stomie, une personne qui a un système de stomie peut éprouver de l'isolement social, de la dépression et des changements dans la fonction sexuelle ainsi que des complications physiques telles qu'un changement de poids.